# Cronofarmacología

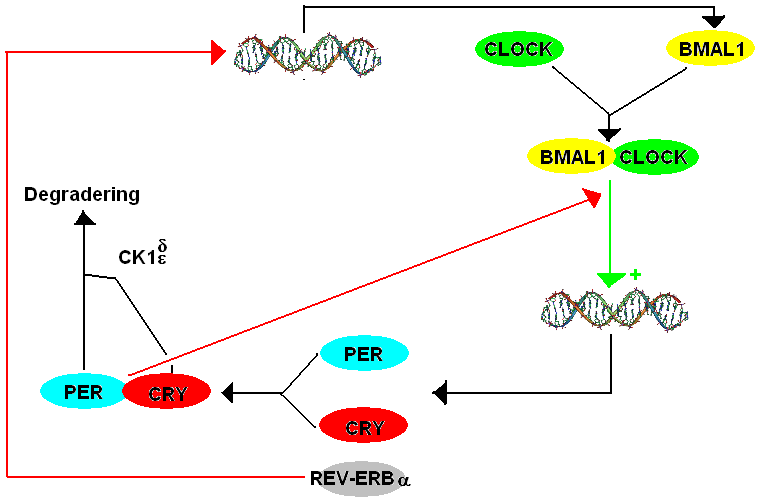
Los bucles principales del reloj circadiano de los mamíferos. PER = Período, CRY = Criptocromo, BMAL1 = Cerebro y músculo tipo ARNt 1, CK1 d/e = Caseína cinasa 1 delta/épsilon. Las flechas rojas indican inhibición y la verde indica estimulación.

La cronofarmacología es el estudio del efecto del momento oportuno de administración del fármaco sobre su acción y la forma en que actúa con respecto del ciclo circadiano, con la finalidad de maximizar la eficacia y disminuir las reacciones adversas al medicamento. Cuando se aplica al ritmo circadiano de 24 horas, se sabe que numerosas drogas exhiben una respuesta diferencial según el momento de la administración.

## Importancia biomédica
La mayoría de las facetas de la fisiología y el comportamiento de los mamíferos varían según la hora del día gracias a un reloj 'circadiano' interno. Por lo tanto, muchos aspectos de la farmacología y la toxicología también oscilan según los mismos relojes de 24 horas.

Las oscilaciones diarias en la cantidad de proteínas necesarias para la absorción o metabolismo del fármaco dan como resultado una farmacocinética circadiana. Las oscilaciones en los sistemas fisiológicos dirigidos por estos fármacos, dan como resultado una farmacodinamia circadiana. Estos relojes están presentes en la mayoría de las células del cuerpo, pero organizados de manera jerárquica.
Curiosamente, algunos aspectos de la fisiología y el comportamiento se controlan directamente a través de un 'reloj maestro' en el núcleo supraquiasmático del hipotálamo, mientras que otros están controlados por osciladores "esclavos" en regiones separadas del cerebro o tejidos del cuerpo. Las investigaciones recientes muestran que estos relojes pueden responder a diferentes señales y, por lo tanto, muestran diferentes relaciones de fase. Por lo tanto, la predicción completa de la cronofarmacología, en contextos patológicos, probablemente requerirá un enfoque biológico de sistemas que considere las 'crono-interacciones' entre diferentes sistemas regulados por reloj.

## Ejemplos de uso de la cronofarmacología

### Epilepsia
Aproximadamente un tercio de los pacientes con epilepsia continúan teniendo convulsiones a pesar de la terapia antiepiléptica. Muchas convulsiones ocurren en patrones diurnos, de sueño/vigilia, circadianos o incluso mensuales. La relación entre los biomarcadores y los cambios de estado todavía se están investigando, pero los primeros resultados sugieren que algunos de estos patrones pueden estar relacionados con patrones circadianos endógenos, mientras que otros pueden estar relacionados con la vigilia y el sueño, o ambos. Los primeros ensayos en epilepsia sugieren que la cronofarmacología puede proporcionar un mejor control de las crisis en comparación con el tratamiento convencional en algunos pacientes.

### Dolor
Las variaciones en el comportamiento anti-nociceptivo del fentanilo, se explican bien por un efecto crono-farmacodinámico, que se origina en el reloj circadiano del hipotálamo. Esto puede ser un efecto directo a través de vías compartidas de los sistemas circadiano y opioide, o bien un efecto indirecto a través de variaciones diurnas, en las hormonas o péptidos opioides endógenos que cambian rítmicamente la respuesta al dolor y a la respuesta analgésica al fentanilo.